# Kumang Corona
Kumang Corona is een corona op de planeet Venus. Kumang Corona werd in 2003 genoemd naar Kumang, moedergodin van de Iban op Borneo en Sarawak.
De corona heeft een diameter van 40 kilometer en bevindt zich ten zuiden van de inslagkraters Bachira en Ferber in het quadrangle Bereghinya Planitia (V-8).